# Горка (Крестецький район)
Горка (рос. Горка) — присілок у Крестецькому районі Новгородської області Російської Федерації.
Населення становить 1 особу. Належить до муніципального утворення Зайцевське сільське поселення.

## Історія
До 1927 року населений пункт перебував у складі Новгородської губернії. У 1927-1944 роках перебував у складі Ленінградської області.
Орган місцевого самоврядування від 2010 року — Зайцевське сільське поселення.

## Населення
| 2010 | 2013 |
| ---- | ---- |
| 1    | →1   |